# Socha (Kolumbia)
Socha – miasto w Kolumbii, w departamencie Boyacá.